# Dennis Wilcock
Dennis Wilcock  (nascido em 29 de setembro de 1950) é um músico do Reino Unido conhecido por ter sido o segundo vocalista da banda de heavy metal Iron Maiden, substituindo Paul Day em 1976, e dando lugar em 1978 para Paul Di'Anno.
Fez parte de várias bandas pequenas nos anos 70, antes do Maiden: Elmo's Fire (1971), Bearded Lady (1971), Front Room (1974), Smiler (1974-1975), Tyger Lilly (1975), Nitro (1975) e Warlock (1974 ou 1976). Esteve no Smiler de 1974 a 1975, banda em que tocou com Steve Harris e Doug Sampson (baterista que participou do clássico The Soundhouse Tapes) Cantou no Iron Maiden de setembro 1976 a abril de 1978. O vocalista utilizava alguns efeitos especiais no palco, como sangue e pirotecnias ao estilo Kiss, e até mesmo pintura facial; o vocalista usava uma máscara nos shows no momento de cantar "Prowler", e tal máscara e suas encenações acabaram inspirando a criação do famoso mascote Eddie. Também foi Dennis o responsável por trazer Dave Murray para a banda. E depois de sair fez parte ainda do V1 (1978-1979) e Gilbratar(1979-1981, 1984).
Com o V1 gravou uma demo em 1978 no Spaceward Studios que contava com as músicas "V1", "Schoolgirl" e "The Runner", e Steve Harris impressionado com a qualidade da gravação decidiu também usar o Spaceward Studios para gravar uma demo com o Iron Maiden (já com Paul Di'Anno no vocal), o já citado The Soundhouse Tapes, que contava com as músicas "Iron Maiden", "Invasion" e "Prowler"; gravaram também "Strange World", apesar de não ter sido incluída na demo. Com o Gilbratar, Dennis Wilcock também gravou uma demo no Spaceward Studios em 1980 que conta com as faixas "You Drive Me Crazy", "Sixteen and Loose" e "Mrs Marshall".